# Секст Ноній Квінтіліан (консул-суффект 38 року)
Секст Ноній Квінтіліан (лат. Sextus Nonius Quintilianus) — політичний і державний діяч Римської імперії, консул-суффект 38 року.
Походив з роду Ноніїв, його батьком був Секст Ноній Квінтіліан, консул 8 року, матір'ю — Сосія, дочка Гая Сосія, консула 32 року. 
Про нього відомо мало. У 38 році під час правління імператора Калігули був консулом-суффектом разом з Сервієм Азінієм Целером.
Ймовірно мав сина з преноменом Луцій, якого було введено до стану патриціїв.